# Ostra antica
Ostra antica est le nom donné au site archéologique d'Ostra situé dans l'actuelle municipalité d'Ostra Vetere, dans la province d'Ancône. Implanté sur une terrasse alluviale de la rivière Misa, ancienne Sena, Ostra est un municipe romain.

## Origines du nom
Bien que les historiens et les écrivains aient tenté de donner une explication plausible, l'origine du nom est encore entourée de mystère. Ci-dessous un examen de certaines des hypothèses les plus crédibles :
- De "Beth Ostra" (Maison d'Astarte), la phénicienne Aphrodite mariée à Adonis, vénérée dans la région sémitique du nord-ouest.
- De "Ostrea" (Conchiglia-Ostrica), le site où elle est née (appelé Muracce) aurait eu la forme d'une coquille.
- De "Ostrum" (violet); comme l'écrivait le poète romain Silio Italico, l'industrie de la pourpre dans la région d'Ancône n'était pas moins célèbre que celle de Sidon et de Tyr (qui n'en détenait pas le monopole).
- De "Austra" entrée d'origine germanique (placée au sud), en raison de sa situation à l'extrême sud du territoire occupé par les Gaulois.
- De "Ostrya", nom attribué par les marins grecs en raison de la présence de forêts de bouleaux.
- De "Austra", une entrée qui, contrairement à la version germanique du même nom, en latin équivaut à : "dispositif pour puiser l'eau situé sur les cours d'eau", en l'occurrence la rivière Misa (autrefois appelée Sena), pour irriguer les champs environnants.
- Du germanique "Ostrau", une ville de gens vulgaires et bourrus située à l'est.

## Histoire

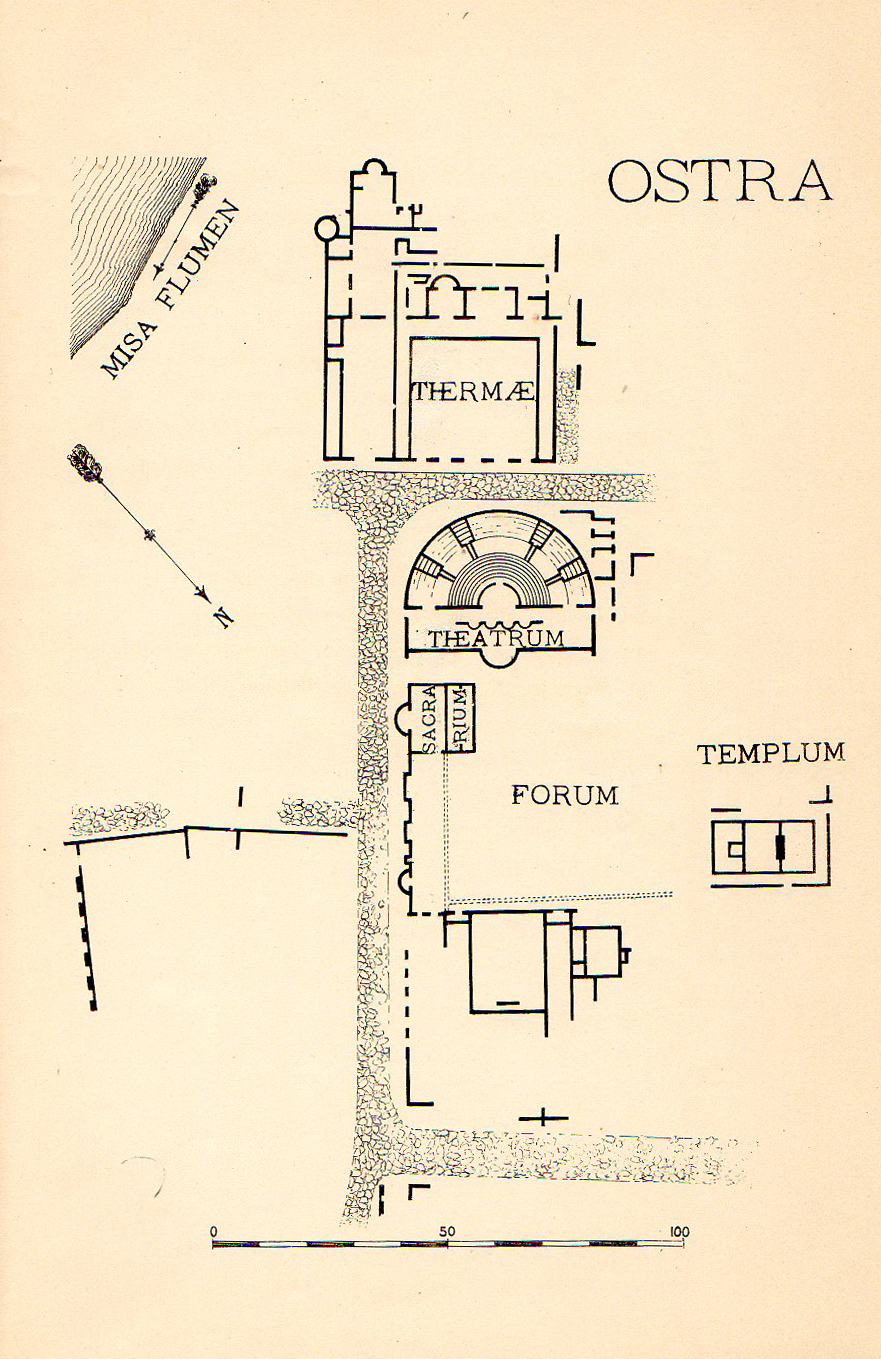
Plan du site (état des connaissances 1904).

Bâtie sur une terrasse fluviale, au cœur d'un axe commercial important reliant la cité de Sena Gallica (Senigallia) au bord de l'Adriatique à Sentinum (Sassoferrato) ville permettant l'accès au versant Tyrrhénien. Elle fut d'abord préfecture en 232 av.J-C. pour ensuite recevoir le statut municipal au cours du premier siècle av. J-C. La ville fut abandonnée à la suite des invasions barbares qui caractérisèrent l'Italie centrale vers le Ve - VIe et qui conduisirent à la destruction de la ville en 410 par les Wisigoths d'Alaric
Selon la tradition, les habitants d'Ostra se réfugièrent sur les collines environnantes, où ils fondèrent de nouveaux centres habités : ainsi naquirent les municipalités de Montalboddo (ou Monte Bodio) et de Montenovo, qui au XIXe siècle, pour confirmer la descendance de l'ancienne commune romaine et non sans disputes relatives au droit de se vanter du nom, elles acquièrent respectivement les noms d'Ostra et d'Ostra Vetere.
Attesté en tant que diocèse au cours du VIe siècle après J-C. les derniers témoignages relatifs à l'ancienne Ostra remontent à l'an 502, lorsque l'évêque du diocèse d'Ostra Martiniano participa au synode convoqué à Rome par le pape Symmaque.

## Fouilles archéologiques

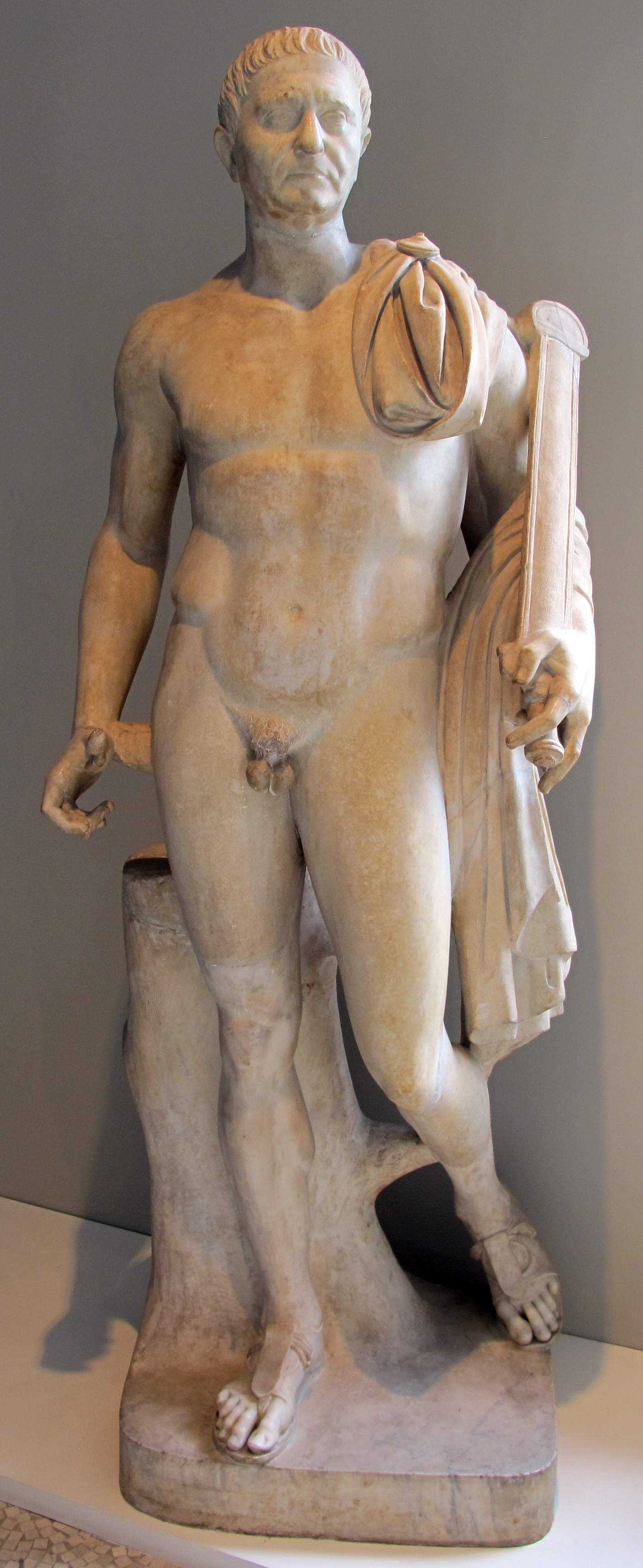
Statue probablement identifiable à l'empereur Trajan provenant de la ville d'Ostra et actuellement conservée au Musée d'art et d'histoire de Genève. Une copie peut être vue au musée civique et paroissial Maria Crocefisso Satellico à Ostra Vetere.

Les fouilles archéologiques menées au début du XXe siècle à l'initiative de Giuseppe Baldoni, ont permis de mettre au jour de nombreuses parties importantes de la ville telles que le forum et le théâtre. Alors qu'auparavant, au XIXe siècle, lors des travaux de labour, un paysan trouva (puis revendit) une statue de l'empereur Trajan (dont cependant l'identification est incertaine) aujourd'hui conservée au Musée d'art et d'histoire de Genève.
Les campagnes de fouilles ont repris à l'été 2005 et se sont répétées chaque été sous la direction du département d'archéologie de l'Université de Bologne, puis conjointement avec l'université de Clermont-Ferrand depuis le début des années 2010.
Les fouilles ont permis de mettre au jour plusieurs édifices, actuellement encore visibles sur le site. Le temple toujours en élévation, les thermes, le théâtre, une partie de la via Bolsena, et une domus qui est en cours d'étude et sur laquelle a été construit une église paléochrétienne dont une partie des murs est visible.

## Sources historiques
- Pline l'Ancien, Naturalis Historia, Liber III, 114 (lien vers le texte latin original sur la.wikisource)